# 水戸黄門 (第1-13部)
本項では、TBSのナショナル劇場（後にパナソニック ドラマシアター→月曜ミステリーシアター）において放送された日本の時代劇『水戸黄門』（みとこうもん）のうち、1969年の放送開始の第1部から1983年放送の第13部までの東野英治郎が主演したシリーズについて記述する。
1978年には、本シリーズの主要スタッフによりテレビと同じく東野英治郎主演の劇場版が制作された。

## 各部の概要
放送日はTBSおよび同時ネット局を基準とし、レギュラー・準レギュラーの経験があるゲストは太字で表記する。

### 第1部
「水戸黄門 第1部」（みとこうもん だい1ぶ）は1969年8月4日から1970年3月9日までTBSで放送されたナショナル劇場のドラマ。製作はC.A.L。全32話。

#### ストーリー
表向きは大日本史編纂のため、その一方でははっきりとはせぬものの、老中柳沢吉保に疎んじられたことを理由として隠居を決意したとされる前の権中納言水戸光圀（御老公）は、水戸領内の隠居所・西山荘に住み、若侍に家事や、子供への論語・識字教育などの寺子屋を営み、一方で現地の百姓とともに田を耕すなど、晴耕雨読の日々を送っていた。そんな中、江戸の町を騒がせていた義賊・風車の弥七が水戸藩江戸家老・藤井紋太夫の屋敷に忍び込み、ある書状を盗み出した。世間では義賊とささやかれる弥七も、一方では、ふとしたことから出会い、長く光圀に仕えている配下の1人であった。弥七の盗んだその書状から、光圀は、紋太夫と吉保との間に黒い噂があることを知る。当初は隠居する身の上で政治に口をはさむことを快く思わなかったものの、幼くして親を亡くした紋太夫を受け入れて、長く育ててきたという関係もあって、真相を究明すべく助三郎、格之進を従え、越後の縮緬問屋と手代を装い江戸へ向かった。藩政をゆだねている綱條の息子、吉孚（正確には「よしざね」だが、ドラマでは「よしのぶ」と呼ばれていた）にも面会した。その際、吉孚の健康状態が、光圀が隠居をした2年前から悪化し始め、衰弱の一途にあるという事実を知る。また道中、吉保配下の横目付・古川兵庫の奇襲に遭いながらも弥七の助けを得ながら、江戸に着いた光圀は、紋太夫に怒りの刃を振り下ろした…（作中の流れとしては「切腹を命じた紋太夫から『お手打ちを賜りたい』と願われるも光圀は斬れず、討たれる覚悟で斬りかかった紋太夫を光圀が返り討つ」というもの。駆け付けた格之進に対して光圀は「紋太夫は腹を切ったぞ」と告げる）。
騒動はひとまず落着し、水戸に帰ろうとした矢先、古川の手によって深手を負った讃岐高松藩の密使が現れ、藩で内紛が起きていることを知り、直ちに実子・松平頼常（細川俊夫）に会うべく高松への道中を急いだ。だが途中の小田原での駕篭屋同士の喧嘩騒動を目の当たりにした光圀は、諸国を廻りながら陽の当たらないところにある歪みを正していこうと決意した。こうして一行の諸国漫遊の旅が始まった。

#### キャスト

##### メインレギュラー
- 水戸光圀：東野英治郎
- 佐々木助三郎：杉良太郎
- 渥美格之進：横内正
- 風車の弥七：中谷一郎（第1話〜第2話、第4話〜第7話、第9話、第11話、第13話、第16話〜第17話、第27話、第29話〜第31話）
- 古川兵庫：露口茂（第1話～第5話、第13話）
- お蝶：弓恵子（第1話～第5話、第13話）

##### 準レギュラー
- 深雪：岩井友見（第1話〜第3話、第32話）
- 藤井紋太夫：佐藤慶（第1話、第2話）
- 中山備前守：永田靖（第1話、第32話）
- 徳川綱吉：武内亨（第2話）
- 桂昌院：月丘夢路（第1話、第2話）
- 柳沢吉保：山形勲（第1話、第2話）

#### スタッフ
- 脚本：宮川一郎（第1話〜第3話、第12話〜第14話、第23話、第32話）、窪田篤人（第4話、第7話、第9話、第11話）、三好伍郎（第5話〜第6話、第8話、第16話）、鈴木則文（第10話、第18話）、飛鳥ひろし（第15話）、加藤泰（第17話）、吉田哲郎（第19話）、梅谷卓司（第19話）、浅井昭三郎（第20話〜第21話）、津田幸夫（第22話、第24話～第25話、第28話、第31話）、中島貞夫（第26話）、伊上勝（第27話）、鈴木生朗（第29話）、田坂勝彦（第30話）、鎌田房夫（第30話）
- 音楽：木下忠司
- 題字：朝比奈宗源
- ナレーター：芥川隆行
- 協力：俳優座
- プロデューサー：逸見稔（ノンクレジット）、西村俊一
- 撮影：河原崎隆夫ほか
- 照明：井口雅夫ほか
- 録音：渡部芳文ほか
- 助監督：西原和紀ほか
- 記録：川島衣栄ほか
- 編集：河合勝巳ほか
- 美術：鈴木孝俊ほか
- 美粧・結髪：(有)東和美粧
- 邦楽監修：中本敏生
- 現像：東洋現像所
- 監督：山内鉄也（第1話〜第3話、第6話、第8話、第12話、第14話〜第16話、第19話、第22話、第25話、第28話）、内出好吉（第4話〜第5話、第7話、第9話、第13話、第17話〜第18話、第21話、第23話、第26話〜第27話、第29話、第31話〜第32話）、船床定男（第10話〜第11話）、田坂勝彦（第20話、第24話、第30話）
- 制作協力：東映
- 制作：C.A.L

#### 主題歌
オープニングテーマ
ああ人生に涙あり
作詞 - 山上路夫 / 作曲 - 木下忠司 / 唄 - 杉良太郎、横内正

#### 解説
- 第1話冒頭は、史実に則り、格之進は子供たちに論語を教えている描写から始まる。旅に出る以前の様子を描いたものである。
- 中谷一郎は最初の出演依頼時に「光圀の従者役」とだけ聞かされ助三郎・格之進のいずれかの役と解釈してオファーを受けたが、後に改めて詳細を説明された際に「風車の弥七」という聞いたことも無い役だったため一度は出演を断った。しかし、プロデューサーの西村から「弥七は助さん・格さんよりもずっといい役になるから、ぜひともお願いしたい」と要請され改めて出演を受けたという。
- 第1話から第2話のオープニングにおいて「風車の弥七」は「風の弥七」とクレジットされている。
- 数多くの時代劇斬られ役常連の福本清三が第2話冒頭で登場。福本は以降の部でも供侍や地廻りの手下等の端役で頻繁に出演回があるが多くはノンクレジット。詳細な出演回については「福本清三#テレビ作品」を参照。
- 通常は1話完結だが、第1話のみ、第2話で話が完結する体裁が取られている。
- 第1話で格之進と許嫁の深雪が家老の中山備前の家を訪ねている間に、深雪の父が中山備前の家の門前で切腹している。格之進も18歳の時に自分の父を切腹で亡くしており、深雪は格之進に、二人とも同じ身の上になってしまったと話す。
- 第7話で、クレジットされていないが、横内正が一人二役を演じている。
- 第14話で印籠が初めて披露される。頼常の一子を世継ぎに立てようとする若侍達の前で、格之進が光圀の名代の証として出している。
- 悪者達の前で印籠が初めて披露されたのは第23話で、光圀自らが腰に付けている印籠を見せている。
- 第15話で深雪役の岩井友見が別の役（お糸）としてゲスト出演しており、格之進から深雪と間違えられる演出がある。
- 第16話で、東野の息子である東野孝彦（東野英心）が加藤剛と共演している。
- 第19話にゲスト出演している月形龍之介は、東映劇場版で水戸光圀を演じている。
- 第25話に子役時の真田広之がゲスト出演している。役は勘太。また、後に石原軍団を率いる渡哲也もゲスト出演している。役は弥之吉。
- 第25話のサブタイトルの地名は庄内になっているが、実際は庄内には行かず舞台は岩手県の水沢、前沢、一関であった。
- 第29話では印籠は出ず、弥七が天井から決めゼリフを言って飛び降りている（第30話でも決めゼリフを言っている）。
- 当初は2クール・全26話の予定だったが、高視聴率を獲得し続けたことから製作延長が確定。しかし東野のスケジュール調整の都合で全32話で一旦終了となる。なお、終了の段階で続編（第2部）の製作が予定されていた。
- オープニングで登場するキャスト・スタッフ紹介のタイトルバックはこのシリーズでのみお蔵入りになったものがある（一般に知られているものは4種類〈黒地に前面徳川三つ葉葵・赤地に下3分の1・青地に右下・紫地に右下4分の1〉だが、このシリーズでのみ存在していたのは青地に左下のタイトルバックで、当初は5種類用意されていた）。
- 第1部と第2部のポスターに書かれている「水戸黄門」の書体はオープニングと同じ縦文字になっている。
- オープニング冒頭ではサブタイトル左下に舞台の地名が書かれるのが基本的であるが、第1部第1話から第3話までは地名表示はなくサブタイトルだけが表示される。
- 第1部の開始時点での立ち回りBGMは3つのみである。
- このシリーズでは光圀と助三郎・格之進の息が合わないような描写も多く見られており、特に第24話では初めに行き先をどちらにするかで賭けを行ったが、その際に光圀が小細工をして勝ったためか、露骨に2人ともに不快感を露にするシーンがあった他、その前のシーンでは助三郎が光圀を「頑固親父」と呼ばわるなど、後のシリーズに見られない描写も散見される。ただしこの描写は光圀を「頑固者の祖父」、助三郎・格之進を「やんちゃな孫」に見立てた意図的な演出であり、設定の齟齬等ではない。

#### TBSチャンネルでの再放送
- 第1部はすでにDVDで全話発売されているが、2011年4月1日から、TBSチャンネルでも「TBS開局60周年」というタイトルのもと、第1部の再放送が開始された。しかし、オープニングは短縮版でごく一部のキャストしかクレジットされておらず、出演者やスタッフの詳細は不明である。回によってオープニングの長さが異なり、またそれに合わせるためテーマ曲も強引な編集がなされている。また、オープニングだけでなく本編においても台詞やBGMが不自然に音飛びする部分があり、場面の欠落がうかがえる。これは1980年代におけるTBSの午後の時間帯での再放送に際して再放送枠の放映時間に合わせてフィルムの短縮作業が行なわれたためであるが、この作業はオリジナルネガを使用したため現在は全長版のネガは現存しない。また、番組冒頭では「制作当時を考慮して修正せず放送する」旨を案内しているにもかかわらず現代では差別的表現であると認識される部分はところどころ音声消去の処置がされているが、これも当該の再放送に際して行なわれたものである。エンディング恒例の芥川によるナレーションも、存在する回としない回があるなど、ばらつきがある。以上の措置により、全ての回で、本編の放送時間は46分に収まっている。同年9月12日からは、「時代劇特集」として再び放送されている。
- 2014年2月から、再び放送が開始された。これに合わせて、TBSチャンネルの宣伝番組「TBSチャンネルニュース」や番宣CMにおいて、杉良太郎と横内正の歌う「ああ人生に涙あり」がBGMとして用いられた。
- 2014年2月放送部分も、引き続き標準画質かつ不適切な表現を削除した素材を放送素材に用いている。

#### BS-TBSでの再放送
- 2023年4月20日から6月9日までデジタルリマスター版にて放送された。また、2024年12月29日に第1話のみが同じくデジタルリマスター版にて放送された。

### 第2部
「水戸黄門 第2部」（みとこうもん だい2ぶ）は1970年9月28日から1971年5月10日までTBSで放送されたナショナル劇場のドラマ。製作はC.A.L。全33話（通算65回）。

#### ストーリー
津軽、南部両藩の争いを解決するため旅に出る。事件解決後、久留米藩の御家騒動を解決するため、久留米へ向かう。

#### キャスト

##### メインレギュラー
- 水戸光圀：東野英治郎
- 佐々木助三郎：杉良太郎（第1話～第27話、第33話）
- 渥美格之進：横内正
- 風車の弥七：中谷一郎（第1話～第18話、第20話、第23話～第33話）
- うっかり八兵衛：高橋元太郎（第1話～第18話、第20話、第24話～第27話）
- 堀越菊江（お菊）：伊藤栄子（第1話〜第3話、第5話〜第10話、第14話（回想シーンのみ））
- 堀越新之丞：村井国夫（第1話〜第3話、第5話〜第7話、第9話〜第10話）
- 比留間伝八郎：菅貫太郎（第1話〜第3話、第5話〜第6話、第8話〜第10話）、波多野博（第7話）
- 弥生：大原麗子（第27話〜第32話）

##### 準レギュラー
- 渥美深雪：岩井友見（第1話）
- 中山備前守：永田靖（第1話）
- 徳川綱吉：清川新吾（第33話）
- 徳川綱條：柳生博（第33話）
- 桂昌院：桜むつ子（第33話）
- 隆光：波田久夫（第33話）
- 柳沢吉保：山形勲（第1話、第33話）

#### スタッフ
- 脚本：宮川一郎（第1話〜第2話、第9話〜第10話、第19話、第22話、第32話〜第33話）、津田幸夫（第3話、第5話〜第6話、第8話、第17話、第24話、第26話、第30話）、葉村彰子（第4話、第7話、第12話〜第13話、第20話、第23話、第31話）、加藤泰（第11話、第14話、第18話、第21話）、稲垣俊（第15話〜第16話）、窪田篤人（第25話）、鈴木則文（第27話）、大西信行（第28話〜第29話）
- 音楽：木下忠司
- ナレーター：芥川隆行
- 題字：朝比奈宗源
- 協力：俳優座
- プロデューサー：逸見稔（ノンクレジット）、西村俊一、郡進剛
- 撮影：脇治𠮷ほか
- 照明：伊勢晴夫ほか
- 録音：中山茂二ほか
- 美粧：鈴木孝俊ほか
- 助監督：渡辺譲ほか
- 記録：竹田宏子ほか
- 編集：河合勝巳
- 殺陣：近江雄二郎（東映剣会）ほか
- 衣裳：佐々木常久ほか
- 美粧・結髪：(有)東和美粧
- 装飾：川本宗春ほか
- 装置：舘清士ほか
- 邦楽監修：中本敏生
- 進行主任：山田勝ほか
- 現像：東洋現像所
- 監督：山内鉄也（第1話〜第3話、第8話〜第11話、第17話〜第18話）、内出好吉（第4話〜第7話、第12話〜第13話、第15話〜第16話、第22話〜第24話）、荒井岱志（第14話、第19話）、松村昌治（第20話〜第21話、第26話、第33話）、石川義寛（第25話、第27話、第29話、第32話）、田坂勝彦（第28話、第30話〜第31話）
- 制作協力：東映
- 制作：C.A.L

#### 主題歌
オープニングテーマ
ああ人生に涙あり（第25話のみ現存）
作詞 - 山上路夫 / 作曲 - 木下忠司 / 唄 - 杉良太郎、横内正

#### 解説
- ひと暴れした後、印籠を見せて光圀の正体を明かすという御馴染のパターンに近い形での印籠の使用は今シリーズからである。第1部で使用していた物とは別の、デザインの異なる印籠に変更されている。
- 新たに立ち回りBGMが2つ追加された。そのうちの1つは、微妙に音域が異なり、2種類に分けられる。1種類目と2種類目ともそれぞれ第4話で初めて使用された。
- うっかり八兵衛役の高橋元太郎は前番組『大岡越前第1部』に引き続いての出演。これは同番組のレギュラーの岡っ引き「すっとびの辰三」役の高橋の演技を評価したプロデューサーの西村が「水戸黄門にも出演させたい」と考えたため。八兵衛が間抜けで頼りない印象のキャラクターなのは熱血漢の辰三との差別化のためである。
- 八兵衛は初登場のシーンで既に「弥七の子分」を自称しているが、どこで弥七と出会いどういういきさつで子分を名乗るようになったかの説明はなく、以降も一切説明されない。
- 初期の部では高橋の本業が歌手であることを生かして、八兵衛がその土地の民謡などをひとくさり歌うシーンが用意されていることが多い。
- 第4話に東野の息子である東野孝彦（東野英心）がゲスト出演している。
- 第9話と第10話は前編・後編扱いである。
- 第14話と第26話に第3部より2代目佐々木助三郎役を演じる里見浩太朗がゲスト出演している。
- 第25話に第3部より霞のお新役を演じる宮園純子がゲスト出演している。
- 第14話に第27話から第32話において弥生役でレギュラー出演した大原麗子がゲスト出演している。
- 第25話は再放送では欠番だが、DVD・VHSソフトには収録されている。
- 第28話から第32話では助三郎と八兵衛はそれぞれ杉と高橋のスケジュールの都合で登場しない。また、高橋は最終話（第33話）にも出演していない。
  - シナリオ上では第27話において助三郎が戦闘中に銃弾により負傷、八兵衛はその介助のために2人で一行から離れるという筋書きとなっている。
- 佐々木助三郎役の杉良太郎の最終シリーズである。
- 再放送素材のオープニングでは、第1部とは変わって、全話にわたって30秒程度に短縮する形で統一がはかられている。

#### TBSチャンネルでの再放送
- 2014年4月から、TBSチャンネルで2度目の再放送が行われたが、第25話は引き続き欠番扱いである。

#### BS-TBSでの再放送
- 2023年6月12日から8月1日までデジタルリマスター版にて放送された。

### 第3部
「水戸黄門 第3部」（みとこうもん だい3ぶ）は1971年11月29日から1972年6月5日までTBSで放送されたナショナル劇場のドラマ。製作はC.A.L。全28話（通算93回）。

#### ストーリー
薩摩藩では「光圀公が将軍に薩摩藩取り潰しを言上した」との噂が広がり、幕府に対する穏健派と過激派が対立するに至った。穏健派の密使からこのことを聞かされた光圀はその誤解を解き流言の出所を突き止めるため自ら薩摩へ向かう。一方、流言の黒幕である柳沢吉保は、かねてより目障りな光圀をこの旅で何としても暗殺すべく、伊賀の抜け忍・柘植九郎太を刺客として放った。

#### キャスト

##### メインレギュラー
- 水戸光圀：東野英治郎
- 佐々木助三郎：里見浩太朗
- 渥美格之進：横内正
- 霞のお新：宮園純子（第1話～第7話、第9話～第10話、第12話～第16話、第21話、第23話～第28話）
- うっかり八兵衛：高橋元太郎
- 風車の弥七：中谷一郎（第1話〜第11話、第15話〜第17話、第19話〜第28話）
- 柘植九郎太：成田三樹夫（第1話～第4話、第6話、第8話、第10話～第15話、第21話、第23話、第26話、第28話）
- 夜鴉の藤吉：中野誠也（第1話～第10話、第12話、第15話、第21話、第23話、第26話、第28話）

##### 準レギュラー
- 渥美深雪：岩井友見（第1話、第28話）
- 中山備前守：永田靖（第1話、第28話（回想シーンのみ））
- 徳川綱吉：清川新吾（第28話）
- 桂三左衛門：宇佐美淳也（第1話、第28話）
- 笠間陣十郎：有川正治（第1話、第28話（回想シーンのみ））
- 司馬丹三郎：高森玄（第1話、第28話（回想シーンのみ））
- 尾張大納言綱誠：山本耕一（第1話、第28話）
- 染子：八汐路佳子（第2話、第28話）
- 島津左京：岡田英次（第1話、第28話）
- 柳沢吉保：山形勲（第1話、第2話、第28話）

#### スタッフ
- 脚本：加藤泰（第1話～第2話、第6話、第13話、第16話、第20話、第24話、第27話）、葉村彰子（第1話～第3話、第5話、第7話、第11話～第12話、第15話、第18話、第21話～第23話、第25話～第26話、第28話）、津田幸夫（第4話、第8話、第19話、第21話）、大西信行（第9話、第17話）、稲垣俊（第10話）、山内鉄也（第14話）、石川孝人（第15話、第23話、第26話）
- 音楽：木下忠司
- ナレーター：芥川隆行
- 題字：朝比奈宗源
- 協力：俳優座
- プロデューサー：逸見稔（ノンクレジット）、西村俊一、郡進剛
- 美術：鈴木孝俊ほか
- 編集：河合勝巳
- 美粧・結髪：(有)東和美粧
- 邦楽監修：中本敏生
- 現像：東洋現像所
- 監督：山内鉄也（第1話～第2話、第6話、第10話、第14話～第15話、第17話～第18話、第23話、第26話、第28話）、荒井岱志（第3話）、内出好吉（第4話～第5話、第7話～第9話、第12話～第13話、第16話、第19話～第20話）、鎌田房夫（第11話、第22話、第27話）、鳥居元宏（第21話）、小野登（第24話～第25話）
- 制作協力：東映
- 制作：C.A.L

#### 主題歌
オープニングテーマ
ああ人生に涙あり
作詞 - 山上路夫 / 作曲 - 木下忠司 / 唄 - 杉良太郎、横内正

#### 解説
- 助三郎役は里見浩太朗に交代。また宮園純子が演じる霞のお新が登場、本シリーズでは第12話まで敵として光圀の命を狙う。
- 第1話で死亡したお新の父・仁平の卒塔婆に書かれた命日より本作品が元禄3年（1690年）の話であることがわかる。
- 今回のレギュラーの敵である九郎太・藤吉・お新の3人は「光圀暗殺」という共通の目的の為に結託しているが、暗殺の具体的な理由は各自で異なり、従って厳密には主従の関係にはない。このため九郎太と藤吉の連携は必ずしもよくなく、また早い段階で九郎太に不信感を持つに至ったお新は旅の途中で翻意し、以降は光圀の配下に付き九郎太たちとは敵対することとなる。
- 第4話では代官が放送禁止用語を叫んでいるが、DVD・VHSソフトには収録されている。
- 第8話で、クレジットされていないが、里見浩太朗が一人二役を演じている。
- 第1部から「三つ葉葵の印籠」の登場シーンについては試行錯誤の繰返しだったが、この第3部で定着し、以降恒例となる。
- 第3部のポスターから「水戸黄門」の書体が縦文字から横文字に変更された。
- 吉保は光圀の策謀により本シリーズ最終話で隠居に追い込まれ（史実とは異なる）、以降東野シリーズでは登場しない（第14部から再登場）。
- 初期の放送分の数回では里見による主題歌の録音が間に合わなかったため、第2部までと同様に杉による歌唱の主題歌が使用されている。また、この間は主題歌に係わるクレジットは省略されている。

#### TBSチャンネルでの再放送
- 2015年2月から、TBSチャンネル1にて、2度目の再放送開始。ただし、第4話は、欠番扱いである。

#### BS-TBSでの再放送
- 2023年8月2日から9月20日までデジタルリマスター版にて放送された。

### 第4部
「水戸黄門 第4部」（みとこうもん だい4ぶ）は1973年1月22日から1973年9月17日までTBSで放送されたナショナル劇場のドラマ。製作はC.A.L。全35話（通算128回）。

#### ストーリー
第1部で解決したはずの越後高田藩お家騒動を解決するため旅に出る。問題解決後は「奥の細道」をたどって東北を旅し、北海道に渡る。

#### キャスト

##### メインレギュラー
- 水戸光圀：東野英治郎
- 佐々木助三郎：里見浩太朗
- 渥美格之進：横内正
- うっかり八兵衛：高橋元太郎
- 霞のお新：宮園純子（第1話、第2話、第30話〜第35話）
- 風車の弥七：中谷一郎
- 山田左膳（石塚清雅）：中丸忠雄（第1話〜第3話、第5話、第6話）
- 天童玄蕃：郷鍈治（第1話〜第3話、第6話）
- 玄蕃配下の浪人：泉好太郎（第1話〜第3話、第6話）
- 玄蕃配下の浪人：大矢正利（第1話〜第3話、第6話）
- 玄蕃配下の浪人：八尋洋（第1話〜第3話、第6話）

##### 準レギュラー
- 中山備前守：永田靖（第1話）
- 渥美深雪：岩井友見（第1話、第35話）
- 渥美格之助：長良俊一（第1話、第35話）
- 久美：有川由紀（第1話、第2話、第6話）
- 武田浪路：山本陽子（第1話、第35話）

#### スタッフ
- 脚本：葉村彰子（第1話、第2話、第5話、第6話、第13話、第16話～第18話、第20話、第21話、第24話、第30話、第32話、第34話、第35話）、津田幸夫（第3話、第20話、第26話、第27話）、池田一朗（第11話、第14話、第19話、第22話、第23話）、さわさかえ（第10話、第15話）、宮川一郎（第8話、第25話）、大西信行（第4話、第9話、第28話、第29話、第31話）、石川孝人（第2話、第7話、第18話、第32話、第33話）、稲垣俊（第12話）、山内鉄也（第16話、第17話）
- 音楽：木下忠司
- 題字：朝比奈宗源
- ナレーター：芥川隆行
- 撮影：河原崎隆夫、萩屋信、並河孝治、原田裕平、脇治吉
- 美術：宇佐美亮、鈴木孝俊、塚本隆治
- 録音：加藤正行、神戸孝憲、草川右之、渡辺芳文、面屋竜憲、西川潔、中山茂二
- 照明：椹木儀一、真城喩、林春海、井上義一、岩見秀夫、井口雅雄、伊勢晴夫
- 編集：河合勝巳
- チーフ助監督：居川靖彦（第13話、第19話〜第21話、第23話、第25話、第28話〜第30話、第32話、第33話、第35話）、矢田清巳（第4話、第7話、第10話、第14話、第26話、第27話、第31話）、高倉祐二（第11話、第12話、第34話）、上杉尚棋（第1話〜第3話）、曽根勇（第5話、第6話）、渡辺譲（第8話、第9話、第15話、第18話、第22話、第24話）
- 特技：宍戸大全
- 邦楽監修：中本敏生
- 擬斗：上野隆三、近江雄二郎、土井淳之祐、菅原俊夫、谷明憲（東映剣会）
- 舞踊振付：藤間勘眞次
- 装置：青木茂雄、曽根美装、野瀬善和
- 衣裳：上野徳三郎
- 記録：石田芳子、浅野秀子、長岡君江、川島庸子、高橋かつ江、藤敦子
- 演技事務：上ノ山敏、松岡茂、本多和雄
- 製作進行：今井正夫、山田勝、持田久仁、杉浦満洲男
- 装飾制作：関西美工
- 小道具制作：高津商会
- 衣装制作：東京衣裳
- 美粧結髪：東和美粧
- かつら制作：山崎かつら
- 現像：東洋現像所
- キャスティング協力：俳優座
- 制作協力：東映
- 制作：C.A.L
- プロデューサー：逸見稔（ノンクレジット）、西村俊一、郡進剛
- 監督：内出好吉（第5話、第6話、第11話～第13話、第19話～第21話、第23話、第25話、第28話～第30話、第32話、第33話、第35話）、鎌田房夫（第31話）、山内鉄也（第1話～第4話、第7話、第10話、第14話～第18話、第22話、第24話、第26話、第27話）、松尾正武（第8話、第9話）、菊池奛（第34話）

#### 主題歌
オープニングテーマ
ああ人生に涙あり
作詞 - 山上路夫 / 作曲 - 木下忠司 / 唄 - 里見浩太朗、横内正

#### 解説
- 光圀は「越後の縮緬問屋の隠居・光右衛門」と名乗って旅をしているが、第5話では本物の越後の縮緬問屋の隠居・光右衛門（東野の二役）が登場する。本物の光右衛門は強欲でとにかく評判が悪く、光圀は最初にこの光右衛門と間違われて民衆から石を投げつけられたりとひどい目に遭わされ、識別のために髪と髭を黒く塗ることにした。
- 第4話と第7話以降は制作協力の東映の文字が変更された（「映」の部首の日編の部分が修正され、長方形のような形になった）。
- 第6話では「水戸黄門漫遊記 怪魔八尺坊主」にて光圀を演じた宇佐美淳也が出演している。
- 第9話では「剣術気違い」という言葉が再放送でそのまま流れた。
- 第16話「北海の反乱 （前篇） -松前-」・第17話「北海の反乱（後篇） -松前-」は再放送されていない。これは前編の本放送終了時に、サケと米の交換の比率が異なること、儀式や風習が全く異なることについて札幌在住のアイヌ有志から北海道放送にクレームがつき、翌週の後編の放送中止を申し入れたためである。これについては、北海道放送側が後編の放送中におわびのテロップを入れることで一応の解決をみる格好となった。
- 東野黄門独特の「かっかっか」という笑いはこのシリーズで完成した。
- 弥七とお新は結婚して田毎庵（たごとあん）という蕎麦屋を営んでおり、お新は弥七の出立の留守を守るという設定になる。この設定は宮園純子が私生活で結婚したためで、お新はシリーズの初回と第2話、第30話から第35話にしか登場しない。また、お新役の宮園の第1話と第2話の併記クレジットは八兵衛役の高橋の右隣だが、第30話から第35話では左隣に表記されている。
- 第3話から第21話まで、うっかり八兵衛のクレジットの「衛」が「ヱ」に差し変わっている。
- 第3話から第29話までの八兵衛役の高橋のクレジットは弥七役の中谷のあとに併記に表記されている。また、クレジットはゲスト出演者の右隣または左隣に表記されている。
- 新たに立ち回りBGMが1つ追加された。だが、微妙に音域が異なり、2種類に分けられる。1種類目は第1話で、2種類目は第3話でそれぞれ初めて使用された。
- この部から印籠のデザインが再度変更され、第34部まで断続的に使用された物のデザインとなった。
- 第4部のポスターから放送開始の告知の書体が太くなった。
- 中山備前を演じた永田靖は放映開始前の1972年9月に死去しており、第1話が最後の出演となった。これに伴ない役柄の備前も光圀が旅をしている間に病没したこととされ、帰郷後にそのことを聞かされた光圀が感慨に耽る描写がある。また、最終話は備前の逝去による中山の家の跡目相続を巡る陰謀を光圀が解決する筋立てとなっている。
- 2000年以降の地上波等の番組枠に合わせて3部までOPが短縮されていたが、この部からオープニングが完全版になる（本放送当時の番組枠が1分短縮されたため。同じく大岡越前も第3部途中より、オープニングが完全版に代わる）。
- 第4部以降は長らくソフト化されていなかったが、2012年3月23日にエイベックスから第13部までDVD化されることが分かった（ただし「北海の反乱 -松前-」は、前述の事情から収録されていない）。

#### TBSチャンネルでの再放送
- 2015年6月22日から、TBSチャンネル1にて2度目の再放送開始（ただし、慣例に従い、上記第16話・第17話は欠番）。

#### BS-TBSでの再放送
- 2023年10月12日から11月28日までデジタルリマスター版にて放送された。ただし、TBSチャンネルと同様に第16話・第17話は欠番となった。

### 第5部
「水戸黄門 第5部」（みとこうもん だい5ぶ）は1974年4月1日から1974年9月30日までTBSで放送されたナショナル劇場のドラマ。製作はC.A.L。全26話（通算154回）。

#### ストーリー
江戸府内を進む光圀の行列駕籠を将軍・綱吉のものと取り違えた娘が直訴に及んだ。娘は肥前五島列島の福江藩主・五島大和守の息女・安里姫であり、城代家老・宍戸源左衛門による主家横領の計略を訴えんがための直訴であった。次第を知った光圀は藩を救うため安里姫を伴ない五島に向け旅立つ。しかし、一行の前には宍戸の差し向けた刺客・鉄羅漢玄竜とその配下の者たちが旅を阻まんと立ちはだかる。

#### キャスト

##### メインレギュラー
- 水戸光圀：東野英治郎
- 佐々木助三郎：里見浩太朗
- 渥美格之進：横内正
- 霞のお新：宮園純子
- うっかり八兵衛：高橋元太郎
- 風車の弥七：中谷一郎
- 安里姫：小林由枝
- 鉄羅漢玄竜：天津敏（第1話〜第5話、第7話、第10話、第15話〜第16話、第20話〜第21話、第25話〜第26話）

##### 準レギュラー
- 徳川綱吉：清川新吾（第1話）

#### スタッフ
- 脚本：葉村彰子（第1話～第2話、第4話～第6話、第10話、第14話、第24話～第26話）、加藤泰（第7話、第11話、第19話、第22話）、津田幸夫（第3話、第12話）、宮川一郎（第9話、第23話）、安藤日出男（第15話、第21話）、大西信行（第4話、第6話、第13話、第20話、第24話）、石川孝人（第5話）、稲垣俊（第8話、第16話～第18話）
- 音楽：木下忠司
- 題字：朝比奈宗源
- ナレーター：芥川隆行
- 撮影：河原崎隆夫、萩屋信、並河孝治、脇治吉、原田裕平
- 美術：鈴木孝俊
- 録音：加藤正行、神戸孝憲、渡部芳丈、西川潔
- 照明：真城喩、井上義一、伊勢晴夫
- 編集：河合勝巳
- チーフ助監督：居川靖彦（第6話、第11話、第17話、第22話～第23話）、矢田清巳（第4話～第5話、第7話、第16話）、高倉祐二（第8話～第9話、第12話、第14話、第18話～第19話、第25話～第26話）、渡辺譲（第1話～第3話、第10話、第13話、第15話、第20話～第21話、第24話）
- 特技：宍戸大全
- 邦楽監修：中本敏生
- 擬斗：上野隆三、土井淳之祐、菅原俊夫、三好郁夫（東映剣会）
- 装置：青木茂雄、野瀨善和
- プロデューサー補：大庭喜儀
- 記録：川島庸子、浅野秀子、高橋たつ子、木下洋子
- 演技事務：松岡茂（第1話～第20話）、本多和雄（第21話～第26話）
- 製作進行：山田勝（第1話～第5話、第7話、第16話、第21話、第24話）、持田久仁（第8話～第9話、第12話、第14話、第22話～第23話、第25話～第26話）、杉浦満洲男（第6話、第11話、第17話）、上田耕太郎（第10話、第13話、第15話、第18話～第20話）
- 装飾制作：関西美工
- 小道具制作：高津商会
- 衣装制作：東京衣裳
- 美粧結髪：東和美粧
- かつら制作：山崎かつら
- 現像：東洋現像所
- キャスティング協力：俳優座
- 協力：佐賀県鹿島市、西浮立保存会
- 制作協力：東映
- 制作：C.A.L
- プロデューサー：逸見稔（松下電器）（ノンクレジット）、西村俊一（C.A.L）、郡進剛（電通）
- 監督：内出好吉（第1話～第3話、第10話、第13話、第15話、第18話～第20話、第22話～第23話、第25話～第26話）、石川義寛（第11話、第17話）、鎌田房夫（第4話～第5話）、荒井岱志（第8話、第12話）、山内鉄也（第6話～第7話、第16話、第21話、第24話）、菊地奛（第9話、第14話）

#### 主題歌
オープニングテーマ
ああ人生に涙あり
作詞 - 山上路夫 / 作曲 - 木下忠司 / 唄 - 里見浩太朗、横内正

#### 解説
- 水戸黄門史上初めての片道道中。
- 第1話は将軍・綱吉から召された光圀が行列により江戸城へ向かう道中から始まる。お召の理由は綱吉の「光圀が漫遊で見聞した諸国の事情について講義を受けたい」というもので、ふたりの関係は柳沢吉保の隠居により改善されたらしく城中で藹々と語り合う描写がある。
- このシリーズから八兵衛が道中かぶりをするようになる。
- 第1話にのみ登場する密使・玉の浦朝英は容姿が格之進と瓜二つという設定。朝英は同話のうちに玄竜の手に掛り殺害されるが、同話の予告編では当該のシーンが印象的に使用され視聴者に「格之進が死ぬのでは？」との印象を持たせている。
- 水戸家国家老・山室軍兵衛を演ずる小栗一也は第12部にも家老役で登場する。ただしこちらは江戸家老・三木弥兵衛という別人。
- 第1話、第2話では玄竜の目をひくために偽黄門一行を仕立てて旅をする。偽黄門一行は第2話で玄竜の手の者に襲われてお新を除いて全員死亡する。
- 第11話で精神障害者に関するセリフがあったため、抗議を受けた。再放送ではそのセリフのあるシーンのみ取り除いて放送されるか、局によってはこの話は欠番である。
- 第17話は当初1974年7月22日に放送する予定だったが、その年のプロ野球オールスターゲーム第1戦が雨天中止順延になったあおりで、当時TBS系列だった朝日放送が放映権を獲得していた第2戦がこの日にずれ込んだため急きょ放送休止となった（翌週の7月29日に放送された）。
- 第20話の弥七の3回転からのひねり宙返りは、第7部・第11部・第12部など他のシリーズでもアレンジした上で、再度使用された。
- 第24話に光圀の旧友・鍋島光茂役で森繁久彌が初の特別出演。森繁は第1部で初代黄門を演じる予定だったが、五社協定のもと東宝の専属俳優であった森繁が撮影所である東映京都太秦で黄門役を演じることに東宝が難色を示し、結果的に東野が初代黄門に決まった。
- 1974年9月30日に放送された第26話は朝日放送においての「水戸黄門」最後の放送である（翌年に腸捻転解消によって、朝日放送がTBS系列からNET系列にネットチェンジしたため）。

#### TBSチャンネルでの再放送
- 2015年10月29日から、TBSチャンネル1にて再放送開始。

#### BS-TBSでの再放送
- 2023年11月29日から2024年1月11日までデジタルリマスター版にて放送された。

### 第6部
「水戸黄門 第6部」（みとこうもん だい6ぶ）は1975年3月31日から1975年11月3日までTBSで放送されたナショナル劇場のドラマ。製作はC.A.L。全32話（通算186回）。

#### ストーリー
第5部の続き話。福江藩の騒動を収めた光圀一行は水戸への帰り旅で立ち寄った薩摩の旅籠で、島津公に嫁いだ将軍・綱吉の娘・竹姫の贅沢と我儘で領民たちが苦労させられているとの話を耳にする。その背景には竹姫の島津家輿入れを快く思わない奥女中・市橋の思惑があったが、その更なる背後には城代家老を陥れ自ら取って代わるため市橋の権力を利用しようと企む次席家老・高城主水の策略があった。光圀に誡められ領民の苦労を知った市橋は心を改め、光圀と共に主水とその一味を裁く。竹姫もまた己の心得違いを悔い、これからは将軍の娘ではなく島津公の奥方として薩摩のために勤しむことを光圀に誓う。

#### キャスト

##### メインレギュラー
- 水戸光圀：東野英治郎
- 佐々木助三郎：里見浩太朗
- 渥美格之進：横内正
- 霞のお新：宮園純子（第1話～第2話、第4話～第32話）
- うっかり八兵衛：高橋元太郎
- 風車の弥七：中谷一郎

##### 準レギュラー
- 深雪：岩井友見（第32話）
- 格之助：岡本崇（子役）（第32話）
- 徳川綱條：坂口徹郎（第32話）

#### スタッフ
- 脚本：葉村彰子（第1話～第2話、第9話～第10話、第13話～第14話、第16話、第18話、第24話、第30話）、加藤泰（第5話、第8話、第21話、第26話）、津田幸夫（第14話）、さわさかえ（第19話、第25話）、宮川一郎（第6話、第24話）、柴英三郎（第31話）、安藤日出男（第11話、第17話、第27話）、大西信行（第3話～第4話、第15話、第23話、第32話）、稲垣俊（第7話、第12話、第20話、第29話）、田上雄（第22話、第28話）、山内鉄也（第18話）
- 音楽：木下忠司
- 題字：朝比奈宗源
- ナレーター：芥川隆行
- 撮影：河原崎隆夫、萩屋信、並河孝治、原田裕平
- 美術：鈴木孝俊
- 録音：加藤正行、神戸孝憲、渡辺芳文、面屋竜憲、西川潔、中川清
- 照明：真城喩、井上義一、伊勢晴夫、岩見秀夫、井口雅雄
- 編集：河合勝巳
- チーフ助監督：居川靖彦（第3話、第7話、第9話、第21話、第31話）、金鐘守（第17話）、矢田清巳（第10話、第12話、第15話、第25話、第28話）、高倉祐二（第1話～第2話、第6話、第8話、第14話、第19話、第23話、第27話、第30話、第32話）、渡辺譲（第4話～第5話、第11話、第13話、第18話、第22話、第24話、第26話、第29話）
- 特技：宍戸大全
- 邦楽監修：中本敏生
- 擬斗：菅原俊夫、三好郁夫（東映剣会）
- 灯籠師：中島一人
- 装置：青木茂雄、野瀬善和、梶谷輝雄
- プロデューサー補：大庭喜儀
- 記録：川島庸子、木下洋子、大原より子、平井守津江
- 演技事務：本多和雄
- 製作進行：山田勝（第1話～第2話、第4話、第11話～第12話）、持田久仁（第15話）、杉浦満洲男（第5話～第6話、第8話～第10話、第13話、第17話～第32話）、上田耕太郎（第3話、第7話、第14話）
- 装飾制作：関西美工
- 小道具制作：高津商会
- 衣装制作：東京衣裳
- 美粧結髪：東和美粧
- かつら制作：山崎かつら
- 現像：東洋現像所
- キャスティング協力：俳優座
- 協力：鹿児島県指宿市、指宿市観光協会、熊本県人吉市、熊本県山鹿市、岡崎県津山市、徳島県
- 制作協力：東映
- 制作：C.A.L
- プロデューサー：逸見稔（松下電器）（ノンクレジット）、西村俊一（C.A.L）、郡進剛（電通）
- 監督：内出好吉（第3話、第7話、第9話、第16話、第18話、第20話、第22話、第25話、第27話～第28話、第32話）、井沢雅彦（第26話）、荒井岱志（第4話、第11話）、山内鉄也（第1話～第2話、第6話、第8話、第13話～第14話、第19話、第21話、第23話～第24話、第29話、第31話）、松尾正武（第10話、第17話）、居川靖彦（第5話、第12話、第15話、第30話）

#### 主題歌
オープニングテーマ
ああ人生に涙あり
作詞 - 山上路夫 / 作曲 - 木下忠司 / 唄 - 里見浩太朗、横内正

#### 解説
- 片道道中だった第5部の旅の続きの話で、第5部最終話（第26話）の五島の次の旅先の鹿児島から始まっている。
- 本作より光圀の衣装の色が濃い黄色に髪も白髪となる。
- 第1話のみ、オープニング主題歌開始前に1分半程度のアバンタイトルがある。内容は「道中で見かけた大きな山を富士山と見間違えた八兵衛に光圀が『あれは開聞岳である』と告げるシーン」「南国の大きな花にお新が見惚れるシーン」のふたつ。物語の開始が鹿児島であることを視聴者に告げるための描写である。
- 第1話には徳川家より島津藩に遣わされた奥女中・市橋役で沢村貞子が出演。大詰めの場面では現場に不在の助三郎・格之進に代わって市橋が光圀の身分を明かすという珍しい描写となっている。
- 第2話に第16部から、かげろうお銀、第29部より疾風のお娟として登場する由美かおるが出演している。また、入浴シーンも披露している。
- 第3話で、クレジットされていないが、横内正が一人二役を演じている。
- 第20話に東野の息子である東野孝彦がゲスト出演している。この回には第4部最終話（第35話）で死去した中山備前が健在であると思わせるセリフがあるが、最終話（第32話）では中山が死去しているという旨のセリフがある等、設定の混乱が見られる。また、この回は作劇上の悪人が存在しない珍しい構成の話。内容は「戦国の世以来いがみ合っていた武家同士がある事件を切っ掛けに一触即発の状況となるが、光圀の介入により事なきを得たうえで和解する」というもので、双方とも光圀から叱責を受けるだけで断罪はされない。
- 第1話放送日である1975年3月31日は毎日放送が腸捻転解消によりNET系列からTBS系列にネットチェンジしたため、毎日放送としては初回放送日である。
- 深雪役の岩井友見の最終シリーズ。深雪が格之進の妻であるという設定自体は第9部で格之進役が大和田伸也に変わっても受け継がれたため、深雪の設定が正式に消滅するのは伊吹吾朗が格之進役となった第14部になってからであるが、第12部第1話では格之進のセリフに自身が独身であると伺わせるような描写がある。また、岩井は第8部に別の役で出演しており、その人物の容姿が深雪と似ていることが話の筋に盛り込まれている。

#### TBSチャンネルでの再放送
- 2016年6月24日から、TBSチャンネル1にて、2度目の再放送開始。ただし、第16話は欠番扱い。
  - 欠番回は、高松を舞台に、ゲストに西村晃を迎えた作品である。ただ、TBSチャンネル1の番組紹介では、欠番扱いにしているにもかかわらず、西村晃演ずる源兵衛と光圀の頑固比べを、見どころの一つとして紹介している。地上波では岩手放送で、2019年11月4日に再放送された[1][2][3]。

#### BS-TBSでの再放送
- 2024年1月12日から2月23日までデジタルリマスター版にて放送された。なお、第16話はこのときも欠番となった。

### 第7部
「水戸黄門 第7部」（みとこうもん だい7ぶ）は1976年5月24日から1977年1月10日までTBSで放送されたナショナル劇場のドラマ。製作はC.A.L。全34話（通算220回）。

#### ストーリー
西山荘での庭仕事中に腰を痛めた光圀はたまたま訪れていた弥七夫婦を供に湯治の旅に出るが、逗留した国境いを越えた温泉宿で出会ったお秋とお春の若い姉妹が下女のように扱き使われているのを目にする。姉妹は悪辣な宿主の計略で路銀を盗まれ宿賃代わりに働かされており、弥七夫婦の調べでは宿主はこれまでにも郡奉行と結託し目を付けた旅人を同様に陥れていた。これを知った光圀は奉行たちの悪行を暴き姉妹を救う。姉妹は江戸の廻船問屋・松前屋の娘で、蝦夷地への荷運びの航路で船もろとも行方不明となった父・太兵衛を探し出し、受荷横領の疑いで闕所となった松前屋の無実の罪を晴らすため蝦夷へ向かう旅の途中の災難であった。事情を知った光圀は病床に伏したお秋を水戸藩に預け、お春を伴ない蝦夷に向け旅立つ。

#### キャスト

##### メインレギュラー
- 水戸光圀：東野英治郎
- 佐々木助三郎：里見浩太朗
- 渥美格之進：横内正
- 霞のお新：宮園純子
- うっかり八兵衛：高橋元太郎
- 風車の弥七：中谷一郎
- お春：村地弘美（第1話～第10話、第34話）

##### 準レギュラー
- お秋：松原智恵子（第1話、第34話）
- 松前屋太兵衛：増田順司（第10話、第34話）
- 徳川綱條：坂口徹郎（第34話）
- 山野辺兵庫：大友柳太朗（第1話、第34話）

#### スタッフ
- 脚本：葉村彰子（第1話～第2話、第4話～第5話、第9話～第10話、第16話、第20話、第24話、第26話、第31話、第34話）、加藤泰（第8話、第13話、第25話、第33話）、広沢栄（第11話、第15話、第28話、第30話）、宮川一郎（第12話、第19話、第22話、第29話）、安藤日出男（第18話）、大西信行（第3話、第14話、第17話、第20話、第32話）、稲垣俊（第6話、第27話）、田上雄（第7話）、木下亮（第21話、第23話）
- 音楽：木下忠司
- 題字：朝比奈宗源
- ナレーター：芥川隆行
- 撮影：萩屋信、並河孝治、原田裕平、羽田辰治、平山善樹、脇武夫
- 美術：鈴木孝俊
- 録音：加藤正行、神戸孝憲、渡辺芳文、面屋竜憲、西川潔、中山茂二、中川清
- 照明：真城喩、井上義一、伊勢晴夫、中山治雄
- 編集：河合勝巳
- 特技：宍戸大全
- 邦楽監修：中本敏生
- 擬斗：上野隆三、土井淳之祐、菅原俊夫（東映剣会）
- プロデューサー補：大庭喜儀
- 記録：川島庸子、石田芳子、藤原凪子、野崎八重子、梅津泰子、満尾敦子、森村幸子、篠敦子
- 演技事務：本多和雄
- 制作進行：山田勝、杉浦満洲男、河野荘一、北村良一
- 装飾制作：関西美工
- 小道具制作：高津商会
- 衣装制作：東京衣裳
- 美粧結髪：東和美粧
- かつら制作：山崎かつら
- 現像：東洋現像所
- キャスティング協力：俳優座、新国劇（第3話）
- 制作協力：東映
- 制作：C.A.L
- プロデューサー：逸見稔（ノンクレジット）、西村俊一、郡進剛
- 監督：内出好吉（第3話～第4話、第6話～第7話、第11話、第14話、第17話～第20話、第22話～第23話、第25話、第28話、第32話、第34話）、河野寿一（第27話）、倉田準二（第13話、第31話）、山内鉄也（第1話～第2話、第8話～第10話、第21話、第29話、第33話）、松尾正武（第5話、第24話）、居川靖彦（第12話、第15話～第16話、第26話、第30話）

#### 主題歌
オープニングテーマ
ああ人生に涙あり
作詞 - 山上路夫 / 作曲 - 木下忠司 / 唄 - 里見浩太朗、横内正

#### 解説
- 1976年1月16日 - 本作は台本の仕上がりの関係で後半から撮影開始。
- 1976年8月27日 - 200回記念として麻布台アメリカンクラブで記念パーティー。TBS社長の濱口祐三より感謝状が贈られる。
- 大友柳太朗演じる水戸藩家老の山野辺兵庫が初めて登場する。
- 第10話の弥七の2回転宙返りは、第9部・第11部・第12部など他のシリーズでも再度使用された。
- 同じく第10話の弥七の3回転からのひねり宙返りは、第5部第20話「親をだました親孝行 -徳山-」（1974年8月19日放送）で使用されたものを再度使用したものである。ただし、回転するときの効果音が異なっている。また、これも第11部・第12部など他のシリーズでも度々使用された。

#### TBSチャンネルでの再放送
- 2016年10月26日から、TBSチャンネル1にて2度目の再放送開始。ただし、この再放送に先立って、10月2日から、時代劇特集として、毎週日曜日に6話ずつの集中放送が、先行してなされた。集中放送は第3部近辺からなされるようになったが、従来はまず平日の放送枠で放送して、のちに集中放送という形式をとっていたが、今回は逆の形になった。

#### BS-TBSでの再放送
- 2024年2月26日から4月18日までデジタルリマスター版にて放送された。

### 第8部
「水戸黄門 第8部」（みとこうもん だい8ぶ）は1977年7月18日から1978年1月30日までTBSで放送されたナショナル劇場のドラマ。製作はC.A.L。全29話（通算249回）。

#### ストーリー
将軍の娘で薩摩藩の島津公夫人・竹姫（鳥居恵子）が男の子を出産した。綱吉に代わってお祝いするため、薩摩に旅立つ。

#### キャスト

##### メインレギュラー
- 水戸光圀：東野英治郎
- 佐々木助三郎：里見浩太朗
- 渥美格之進：横内正
- 霞のお新：宮園純子
- うっかり八兵衛：高橋元太郎
- 風車の弥七：中谷一郎

##### 準レギュラー
- 山野辺兵庫：大友柳太朗（第1話）
- 徳川綱吉：江原真二郎（第1話）

#### スタッフ
- 脚本：葉村彰子（第1話〜第2話、第6話、第10話、第12話〜第13話、第15話、第19話〜第21話、第24話、第27話、第29話）、加藤泰（第4話、第25話）、廣沢榮（第3話、第14話、第22話、第26話）、宮川一郎（第7話）、柴英三郎（第16話、第28話）、安藤日出男（第9話、第18話）、大西信行（第8話、第11話）、山本英明（第27話）、田上雄（第5話、第23話）、山内鉄也（第17話）
- 音楽：木下忠司
- 題字：朝比奈宗源
- ナレーター：芥川隆行
- 撮影：萩尾信、原田裕平、羽田辰治、脇武夫
- 美術：鈴木孝俊（第1話〜第10話、第13話〜第29話）、高見哲也（第13話〜第14話）
- 録音：加藤正行、神戸孝憲、渡部芳丈、面屋竜憲、中川清
- 照明：真城喩、伊勢晴夫、中山治雄、北口光三郎、若木得二
- 編集：河合勝巳
- チーフ助監督：金鐘守（第1話、第8話、第14話〜第15話、第20話、第27話）、高倉祐二（第2話、第7話、第9話〜第10話、第13話、第16話、第19話、第21話、第23話、第26話）、矢田清巳（第3話、第5話〜第6話、第11話〜第12話、第18話、第22話、第25話、第28話〜第29話）、渡辺譲（第4話、第24話）、久郷久雄（第17話）
- 特技：宍戸大全
- 邦楽監修：中本敏生
- 擬斗：菅原俊夫、上野隆三（東映剣会）
- 装置：前川宗太郎
- 衣装：佐々木常久、植田光三
- プロデューサー補：大庭喜儀
- 記録：川島庸子、大原より子、石田芳子、森敦子、野口たき子
- 演技事務：本多和雄
- 製作進行：山田勝（第1話～第3話、第5話～第9話、第11話～第12話、第14話～第15話、第17話～第18話、第20話～第23話、第25話～第27話）、杉浦満洲男（第4話、第10話、第13話、第16話、第19話、第24話、第28話～第29話）
- 装飾制作：関西美工
- 小道具制作：高津商会
- 衣装制作：東京衣裳
- 美粧結髪：東和美粧
- かつら制作：山崎かつら
- 現像：東洋現像所
- キャスティング協力：俳優座
- 制作協力：東映
- 制作：C.A.L
- プロデューサー：逸見稔（松下電器）（ノンクレジット）、西村俊一（C.A.L）、郡進剛（電通）
- 監督：内出好吉（第3話〜第7話、第9話、第13話、第16話、第18話、第22話、第24話〜第25話、第28話〜第29話）、山内鉄也（第1話〜第2話、第11話〜第12話、第15話、第21話）、居川靖彦（第8話、第10話、第14話、第17話、第19話〜第20話、第23話、第26話〜第27話）

#### 主題歌
オープニングテーマ
ああ人生に涙あり
作詞 - 山上路夫 / 作曲 - 木下忠司 / 唄 - 里見浩太朗、横内正

#### 解説
- 第1話では敵の目をひくために助三郎と八兵衛が光圀に扮している。
- 第2話では光圀と八兵衛が悪代官によって百叩きの刑に処せられている。
- 第21話では印籠披露の場面はなかった。それどころか、光圀は高松藩関係者以外には正体を明かしていない。これは息子の松平頼常の愚行を戒めるのが話の筋であったため、庶民に身分を明かすことができなかったからである。劇中、光圀は農民に自分の悪口を言われる場面に遭遇するが、その農民は最後まで光圀の身分を知らされなかった。
- 格之進役の横内正の最終シリーズである。

#### TBSチャンネルでの再放送
- 2016年12月13日から、TBSチャンネル1にて2度目の再放送開始。

#### BS-TBSでの再放送
- 2024年4月19日から6月6日までデジタルリマスター版にて放送された。

### 第9部
「水戸黄門 第9部」（みとこうもん だい9ぶ）は1978年8月7日から1979年2月5日までTBSで放送されたナショナル劇場のドラマ。製作はC.A.L。全27話（通算276回）。最高視聴率は43.7％であり、平均視聴率は37.3％

#### ストーリー
久保田藩お家騒動解決のため秋田に旅立つ。

#### キャスト

##### メインレギュラー
- 水戸光圀：東野英治郎
- 佐々木助三郎：里見浩太朗
- 渥美格之進：大和田伸也
- うっかり八兵衛：高橋元太郎
- 小野塚志乃：山口いづみ（第1話～第10話、第13話～第27話）
- 風車の弥七：中谷一郎

##### 準レギュラー
- 舟越鉄馬：船戸順（第1話、第2話）※第1話のみ「舩戸順」とクレジット
- 森吉玄斉：新田昌玄（第1話、第2話）
- 三木仁兵衛：加賀邦男（第1話、第27話）
- 小野塚兵衛：水島道太郎（第1話、第10話、第13話）
- 佐竹鶴丸：松本正樹（子役）（第1話、第10話）
- 山野辺兵庫：大友柳太朗（第1話、第27話）

#### スタッフ
- 脚本：葉村彰子（第1話〜第3話、第7話〜第8話、第10話、第12話〜第13話、第16話、第18話、第26話〜第27話）、加藤泰（第5話）、津田幸於（第4話、第14話、第19話）、廣沢榮（第17話）、宮川一郎（第11話、第15話、第20話、第24話）、櫻井康裕（第6話、第9話）、大西信行（第22話）、吉田隆（第21話、第23話、第25話）
- 音楽：木下忠司
- 題字：朝比奈宗源
- ナレーター：芥川隆行
- 撮影：萩屋信、原田裕平、脇武夫
- 美術：鈴木孝俊、高見哲也
- 編集：河合勝巳
- チーフ助監督：金鐘守（第6話〜第9話、第14話〜第17話、第21話〜第22話、第26話〜第27話）、矢田清巳（第1話、第3話〜第4話、第11話〜第12話、第20話、第23話）、髙倉祐二（第2話、第5話、第10話、第13話、第18話〜第19話、第24話〜第25話）
- 特技：宍戸大全
- 邦楽監修：中本敏生
- 擬斗：上野隆三、菅原俊夫（東映剣会）
- 装置：青木茂雄、太田正二、野尻裕
- 衣装：佐々木常久
- 記録：森村幸子、川島庸子、石田照
- 演技事務：山下義明
- 製作進行：杉浦満洲男、山田勝
- 装飾制作：関西美工
- 小道具制作：高津商会
- 衣装制作：東京衣裳
- 美粧結髪：東和美粧
- かつら制作：山崎かつら
- 現像：東洋現像所
- キャスティング協力：俳優座
- 制作協力：東映
- 製作：C.A.L
- プロデューサー：逸見稔（ノンクレジット）、西村俊一、郡進剛
- 監督：内出好吉（第2話、第5話、第10話、第13話〜第15話、第17話〜第18話、第20話、第23話〜第24話、第26話）、山内鉄也（第1話、第4話、第6話、第8話）、居川靖彦（第3話、第7話、第9話、第11話〜第12話、第16話、第19話、第21話〜第22話、第25話、第27話）

#### 主題歌
オープニングテーマ
ああ人生に涙あり
作詞 - 山上路夫 / 作曲 - 木下忠司 / 唄 - 里見浩太朗、大和田伸也

#### 解説
- 格之進役が大和田伸也になる。深雪は登場しないが、第1話のセリフで深雪の名前と格之助が登場していることから、設定を継承していることがわかる。
- 宮園が出産のため、第8部を最後にいったん降板する。再登場するのは第12部である。（第1話では、お新が妊娠したという設定で描かれている）
- 第11話と第12話の八兵衛役の高橋のクレジットは弥七役の中谷のあとに併記に表記されている。また、クレジットはゲスト出演者の右隣に表記されている。
- 大和田が第27話にゲスト出演した五大路子に一目惚れして1980年に結婚した。五大が演じたのは、助のお見合いの相手であり、三浦辰之助（伊吹吾郎）の恋人という役だった。
- 1978年には本編と同じキャスト（山口のみ別人役）、スタッフによる映画版が上映された。
- 第4話で仮面ライダーで主人公一文字隼人を演じた佐々木剛と敵組織ショッカーの大幹部＝地獄大使を演じた潮健児が出演している。
- 第22話は元日の放送となったため、冒頭で主要メンバーが視聴者に向けて新年の挨拶をしており，揃って初日の出を拝むシーンから始まっている。

#### TBSチャンネルでの再放送
- 2017年2月8日から、TBSチャンネル1にて再放送開始。

#### BS-TBSでの再放送
- 2024年6月7日から7月22日までデジタルリマスター版にて放送された。

### 第10部
「水戸黄門 第10部」（みとこうもん だい10ぶ）は1979年8月13日から1980年2月11日までTBSテレビ、および系列各社、他で放送されたナショナル劇場のドラマ。製作はC.A.L。全26話（通算302回）。

#### ストーリー
帝の勅使・六条三位が江戸で高家・今川式部と商人・伊勢屋宗兵衛と結託して悪事を働いた。光圀の介入により事は発覚し、今川と伊勢屋は幕府に処罰され光圀に誡められた六条は京に戻るが、浅ましい六条はこれを恥辱と思い光圀を逆恨みする。一方、将軍・綱吉は腹黒い六条の讒言による朝廷と幕府の関係悪化を懸念。また、光圀も六条のような悪人が帝の側近く仕えていることを憂慮する。こうして光圀は自ら事態を収拾すべく京へ旅立つ。

#### キャスト

##### メインレギュラー
- 水戸光圀：東野英治郎
- 佐々木助三郎：里見浩太朗
- 渥美格之進：大和田伸也
- うっかり八兵衛：高橋元太郎
- 山野辺志乃：山口いづみ
- 風車の弥七：中谷一郎（第1話～第3話、第6話～第26話）

##### 準レギュラー
- 山野辺兵庫：大友柳太朗（第1話、第26話）
- 徳川綱吉：浜畑賢吉（第1話）
- 六条三位：蜷川幸雄（第1話、第15話）

#### スタッフ
- 原案：葉村彰子
- 脚本：葉村彰子（第1話～第3話、第6話、第8話、第10話、第14話～第15話、第18話、第21話、第23話、第26話）、津田幸於（第13話、第20話）、廣澤榮（第19話、第25話）、安藤日出男（第11話）、櫻井康裕（第16話、第24話）、大西信行（第4話～第5話、第7話）、稲垣俊（第17話）、田上雄（第9話、第22話）、大久保昌一良（第12話）
- 音楽：木下忠司
- ナレーター：芥川隆行
- 題字：朝比奈宗源
- 撮影：山岸長樹、萩屋信、原田裕平、脇武夫
- 美術：鈴木孝俊、高見哲也
- 録音：神戸孝憲、中川清、渡部芳丈、面屋竜憲
- 照明：真城喩、伊勢晴夫、大谷康郎
- 編集：河合勝巳
- チーフ助監督：金鐘守（第1話～第2話、第9話、第11話、第15話～第16話、第19話～第20話、第22話 - 第23話）、矢田清巳（第4話～第6話、第8話、第14話、第21話、第24話、第26話）、髙倉祐二（第3話、第10話、第12話～第13話、第17話～第18話、第25話）
- 特技：宍戸大全
- 邦楽監修：中本敏生
- 擬斗：上野隆三、三好郁夫、土井淳之祐（東映剣会）
- 装置：青木茂雄
- 記録：川島庸子、野崎八重子、石田照、満尾敦子
- 演技事務：山下義明
- 進行主任：山田勝
- 小道具制作：高津商会
- 装飾制作：関西美工
- 衣装制作:東京衣装
- 美粧結髪：東和美粧
- かつら制作：山崎かつら
- 現像：東洋現像所
- キャスティング協力：俳優座
- 制作協力：東映
- 製作：C.A.L
- プロデューサー：西村俊一、郡進剛、逸見稔（ノンクレジット）
- 監督：山内鉄也（第1話、第15話、第21話、第24話）、内出好吉（第2話～第4話、第8話～第9話、第11話、第13話～第14話、第16話、第19話～第20話、第22話～第23話、第26話）、居川靖彦（第5話～第7話、第10話、第12話、第17話～第18話、第25話）

#### 主題歌
オープニングテーマ
ああ人生に涙あり
作詞 - 山上路夫 / 作曲 - 木下忠司 / 唄 - 里見浩太朗、大和田伸也

#### 解説
- 志乃の姓はオープニングクレジットには一貫して表示されないが、第1話で兵庫を「父上」と呼んでおり山野辺家の養女となったことが判る。また、最終話では助三郎と婚礼を上げており、従って旧姓の「小野塚」から「山野辺」→「佐々木」と変わっていることとなる。
- 印籠を揚げる際に印籠のアップと共に銅鑼のようなSEが鳴るのが新たに取り入れられる。だが、微妙に音域が異なり、2種類に分けられる。1種類目はこの部の第2話で、2種類目は第12部第5話でそれぞれ初めて使用された。また、このSEは印籠場面の他にも多種多様な場面で使用される。
- 第11話の弥七の宙返りは第11部第3話「悲願を賭けた砲術くらべ -米沢-」（1980年9月1日放送）などでも同じものが使用された。
- 1979年7月24日 - 大和田伸也と五大路子が高輪プリンスホテルで婚約を発表。
- 1980年1月20日 - 大和田伸也、五大路子の結婚披露宴。東野英治郎が祝辞、高橋元太郎が祝いの歌を披露。
- 1980年3月7日 - 300回記念パーティーに松下電器産業代表取締役/会長・松下正治、TBSテレビ代表取締役/社長・山西由之、電通代表取締役/社長・田丸秀治、東映代表取締役 / 社長・岡田茂、水戸市長・和田祐之助らが出席。
- この部より、「原案 葉村彰子」がクレジットされるようになった。クレジットの順番は、タイトル、サブタイトル、原案・(脚本)：葉村彰子、脚本：◯◯◯◯という形になり、以降、第28部まで、この流れは続くことになる。
- 再放送時、第7話は欠番。
- 第2部からプロデューサーを務めた郡進剛の最終シリーズである。

#### BS-TBSでの再放送
- 2017年4月3日から5月25日まで、BS-TBSの18時からの時代劇再放送枠で放送された。
- 2024年7月23日から9月4日までデジタルリマスター版にて放送された。

### 第11部
「水戸黄門 第11部」（みとこうもん だい11ぶ）は1980年8月18日から1981年2月9日までTBSで放送されたナショナル劇場のドラマ。製作はC.A.L。全26話（通算328回）。

#### ストーリー
ある日、水戸の山中では忍びの集団に襲撃される三人連れの旅人があった。偶然に通り掛かった弥七の加勢も叶わず猟師の老人は斬殺、若侍は弥七ともども急流に転落し残る娘のみが何とか逃げ延びる。同じ日、寝坊のため光圀の招集に遅参した助三郎は詫びのため西山荘を訪ねるが、その帰りに街道に行き倒れている件の娘を助けた。娘は助三郎により西山荘へ運ばれ、またその夜には傷ついた若侍も弥七の手により運び込まれた。庄内藩士・浜中弥太郎と名乗った若侍は、次席家老・高力将監が藩の財政を横領し私腹を肥やしていること、藩の名を傷付けずに高力を裁けるのは光圀を於いて他にないこと、これを訴えるために猟師・義助とその孫娘・美代を伴ない光圀を頼ったことを語る。事態を知った光圀は奸物を討ち庄内藩を救うため出羽に旅立つ。

#### キャスト

##### メインレギュラー
- 水戸光圀：東野英治郎
- 佐々木助三郎：里見浩太朗
- 渥美格之進：大和田伸也
- うっかり八兵衛：高橋元太郎
- 風車の弥七：中谷一郎
- お美代：清水久美子（ミス水戸黄門）

##### 準レギュラー
- 佐々木志乃：山口いづみ（第1話、第26話）
- 浜中弥太郎：あおい輝彦（第1話、第6話）
- 高力将監：安部徹（第1話、第6話）
- 石原外記：水島道太郎（第1話、第6話）
- 最上屋重兵衛：野口元夫（第1話、第6話）
- 山野辺兵庫：大友柳太朗（第1話、第26話）

#### スタッフ
- 制作：逸見稔（ノンクレジット）
- 原案：葉村彰子
- 音楽：木下忠司
- 題字：朝比奈宗源
- ナレーター：芥川隆行
- 撮影：古谷伸、山岸長樹、萩屋信、原田裕平
- 美術：鈴木孝俊、高見哲也
- 録音：神戸孝憲、中川清、渡部芳丈、面屋竜憲
- 照明：真城喩、伊勢晴夫、大谷康郎、増田悦章
- 編集：河合勝巳
- チーフ助監督：金鐘守（第1話、第4話〜第6話、第13話、第15話〜第16話、第20話、第22話、第24話）、矢田清巳（第7話、第11話、第17話、第19話、第23話）、髙倉祐二（第2話〜第3話、第21話、第26話）、渡辺譲（第9話〜第10話、第12話、第14話、第18話、第25話）
- 特技：宍戸大全
- 邦楽監修：中本敏生
- 擬斗：菅原俊夫、上野隆三、三好郁夫、土井淳之祐（東映剣会）
- 舞踊振付：藤間紋蔵
- 装置：青木茂雄、磯谷幸一、野尻裕
- 記録：川島庸子、野崎八重子、小川加津子
- 演技事務：山下義明
- 製作進行：杉浦満洲男、山田勝
- 装飾制作：関西美工
- 小道具制作：高津商会
- 衣装制作：東京衣裳
- 美粧結髪：東和美粧
- かつら制作：山崎かつら
- 現像：東洋現像所
- キャスティング協力：俳優座
- 制作協力：東映、オフィス・ヘンミ（ノンクレジット）
- 製作：C.A.L
- プロデューサー：西村俊一

#### 主題歌
オープニングテーマ
ああ人生に涙あり
作詞 - 山上路夫 / 作曲 - 木下忠司 / 唄 - 里見浩太朗、大和田伸也

#### 解説
- 「ミス水戸黄門」が公募され、1979年8月から応募が始まり、11月2日の結果発表で5万人の中からグランプリとなり全26話にわたって出演したのは清水久美子（青森代表）。また、決戦に残った30人中24人が何らかの形で番組にゲスト出演している[4]。
- この頃、東野にアクシデントが相次いで発生した。第1話収録前の1980年6月10日に前立腺肥大で慶応病院に入院。この影響で収録が3週間も遅れ、7月下旬に予定していた水戸ロケが中止になる[4]。さらに第5話の収録中にセットの崩落事故に遭って骨折。この回のゲストであった森昌子は東野に一切会うことはなかった。そのため、東野と森が絡むシーンの双方の後ろ姿は吹き替えとなった。ちなみに、東野の吹き替えを担当したのは、大部屋俳優の泉好太郎。この影響で8月21日のスポーツ紙で「水戸黄門、第12部で打ち切りか?」という事態にまでなった。
- 第11部のポスターから「TBSテレビ6」の表示が「TBS6」となった（第20部まで続く）。
- 第18部から3代目助三郎役を務めるあおい輝彦がゲスト出演（第1話、第6話）しており、水戸黄門初登場となった。
- 第5部第20話「親をだました親孝行 -徳山-」（1974年8月19日放送）や第7部第10話「吼えろ!!北海の火縄銃 -函館-」（1976年7月26日放送）などで使用された弥七の3回転からのひねり宙返りが度々この部で使用されている。また、宙返りをするときの回転の効果音が異なっている。
- 第2話と第17話の弥七の2回転宙返りは同じものを使用している。ただし、回転するときの効果音が異なっている。
- 第6話では、鶴岡天満宮の化物まつりに紛れ込んで城に潜入するため光圀が翁面で顔を隠し、助三郎、格之進、八兵衛が女装、お美代が男装している。
- 第16話で志乃役の山口いづみが別の役（お蝶）としてゲスト出演しており、一行（特に助三郎と格之進）から志乃と間違えられる演出がある。
- 第6話は中国放送（RCC）のみ『月曜ナイター・広島 vs 巨人』に差し替えられ（他のTBS系列局では深夜の録画中継として全国ネット）、翌23日の22時00分から振替放送された。
- 第10話には、これまでの部に悪人役で出演してきた岡田英二が初めて善人（メインゲストの緒方放庵）役で出演した。
- この部より、佐々木助三郎と渥美格之進のクレジットが、併記から分離の形をとる。クレジットの順番は、水戸光圀：東野英治郎、佐々木助三郎：里見浩太朗、渥美格之進：大和田伸也、という形となり、以降、第28部までと第32部から第41部まで、この流れは続くことになる。
- この部以降、『暴れん坊将軍』などで使用されている効果音「カーン」が度々使用されるようになる。

#### TBSチャンネルでの再放送
- 2018年2月5日から、TBSチャンネル1にて再放送開始。ただし、西村晃が出演する第8話は、引き続き欠番扱い。それにもかかわらず、TBSチャンネルのホームページでは名を連ねる豪華ゲストの1人に、西村晃の名前を入れている。

#### BS-TBSでの再放送
- 2017年5月26日から7月18日までBS-TBSの18時からの時代劇再放送枠で放送された。
- 2024年9月5日から10月17日までデジタルリマスター版にて放送された。

### 第12部
「水戸黄門 第12部」（みとこうもん だい12ぶ）は1981年8月31日から1982年3月1日までTBSで放送されたナショナル劇場のドラマ。製作はC.A.L。全27話（通算355回）。

#### ストーリー
江戸城内では高松藩主・松平頼常が嫡子のない将軍・綱吉の跡目を所望しているとの噂が立った。このことは水戸藩主・徳川綱條の耳にも届くが、次期将軍候補は光圀の勧めもあり早くから甲府宰相・松平綱豊と内定しており、光圀の実子である頼常が噂の如く振舞うとは綱條には信じられなかった。同じころ、弥七夫婦は田毎庵に立ち寄った高松藩浪人を名乗る男に不審を抱き後を尾けるが、男は忍びの者の手により斬殺。だが男は今際の際に、己が頼常の直命により件の噂を確かめるべく遣わされた高松藩士・小笠原伊織であると明かす。そして、弥七の探索により陰で糸を引くのは公家侍・本荘宗然と判明したが、真の黒幕が誰なのかは判らなかった。頼常が関わるかも知れない陰謀を重く見た光圀は、自ら真相を究明するため高松へ旅立つ（第１３話まで）。
高松藩の騒動を収めた光圀とその一行は、参拝に詣でた金刀比羅宮で地回りに追われる遍路の二人を助ける。父娘と名乗った男・長次の様子に疑念を抱いた光圀は暫く旅を共にすることとしたが、娘・千鶴は物心付かぬ頃に生き別れた母と会うため臼井藩・稲葉家江戸屋敷を訪ねる旅の途中であり、長次は行き倒れとなった千鶴を下心あって助けた小悪党の道中師であった。光圀は千鶴を人買いに売ろうと付け狙う地回り・琴平の五郎蔵一家と丸亀藩船手頭・飯山玄蕃を懲らしめるが、情が移った千鶴を五郎蔵の鉄砲から庇った長次は傷を負ってしまう。自分に代わって千鶴を無事に送り届けてほしいとの長次の願いに、光圀は千鶴を一行に加え江戸へ向かう（第１４話から）。

#### キャスト

##### メインレギュラー
- 水戸光圀：東野英治郎
- 佐々木助三郎：里見浩太朗（第6話は里見浩太郎表記）
- 渥美格之進：大和田伸也
- うっかり八兵衛：高橋元太郎
- 佐々木志乃：山口いづみ（第1話～第13話、第27話）
- 風車の弥七：中谷一郎
- 千鶴（ちづ）：伊藤和恵（第14話～第27話）

##### 準レギュラー
- 霞のお新：宮園純子（第1話、第27話）
- 本荘宗然：安部徹（第1話、第13話）
- 西尾勘兵衛：戸浦六宏（第1話、第13話）
- 水戸綱条：坂口徹郎（第1話）
- 加賀谷徹心：山本昌平（第1話、第13話）
- お梅：小湊睦子（第1話、第27話）
- 山野辺兵庫：大犮柳太朗（第1話、第13話、第27話）

#### スタッフ
- 企画：逸見稔（ノンクレジット）
- 原案：葉村彰子
- 音楽：木下忠司
- 題字：朝比奈宗源
- ナレーター：芥川隆行
- 撮影：古谷伸、萩屋信、原田裕平
- 美術：鈴木孝俊（第1話、第4話～第5話、第14話～第15話、第21話～第23話、第25話、第27話）、高見哲也（第2話～第3話、第6話～第7話、第9話～第13話、第16話～第20話、第24話、第26話）
- 録音：神戸孝憲、中川清、渡部芳丈
- 照明：真城喩、伊勢晴夫、大谷康郎、武邦夫（武邦男）
- 編集：河合勝巳
- チーフ助監督：金鐘守（第15話、第25話）、矢田清巳（第2話〜第3話、第6話、第11話～第12話）、髙倉祐二（第9話〜第10話、第13話〜第14話、第16話〜第17話、第21話〜第24話、第26話）、山本憲（第1話、第4話〜第5話、第7話、第18話〜第20話、第27話）
- 特技：宍戸大全
- 邦楽監修：中本敏生
- 擬斗：上野隆三、三好郁夫、土井淳之祐（東映剣会）
- 舞踊振付：藤間紋蔵
- 装置：磯谷幸一
- プロデューサー補：大庭喜儀、今井正夫
- 記録：川島庸子、野崎八重子、石田照、小川加津子、原淳子
- 演技事務：山下義明
- 製作進行：山田勝
- 備前焼協力：藤原雄
- 装飾制作：関西美工
- 小道具制作：高津商会
- 衣装制作：東京衣裳
- 美粧結髪：東和美粧
- かつら制作：山崎かつら
- 現像：東洋現像所
- キャスティング協力：俳優座
- 制作協力：東映、オフィス・ヘンミ（ノンクレジット）
- 製作：C.A.L
- プロデューサー：西村俊一

#### 主題歌
オープニングテーマ
ああ人生に涙あり
作詞 - 山上路夫 / 作曲 - 木下忠司 / 唄 - 里見浩太朗、大和田伸也

#### 解説
- このシリーズ以降、東野の高齢化のため光圀の台詞がやや減らされ、助三郎の里見が裁きの啖呵を切るシーンが多くなる。なお、放送前の1981年2月21日に東野の妻が亡くなっている[4]。また、このシリーズ以降、東野の吹き替えが多くなる。
- このシリーズでは、毎日放送・S.H.P製作の『雪姫隠密道中記』と、ナショナル劇場枠の前作『江戸を斬るVI』で使用された一部のBGMが流用されている。
- このシリーズは他のシリーズに比べ、一部のBGMの音域が高くなっている。
- 第1話の冒頭で西山荘 - 水戸城往復マラソンのシーンがあり、光圀も先頭をきって走っていた。
- 第8話に西村晃が偽黄門役でゲスト出演している。この回が2年後の光圀役起用につながった。再放送では欠番となっているが、2003年7月25日に放送された水戸黄門のスペシャル番組で2代目・3代目の光圀役が決定するまでを紹介するコーナーがあり、この回の一部分が放送された。また、印籠シーンにおいても、格之進がかざすようになり、その際の決め台詞（「この紋所が目に入らぬか！」「こちら（そちら・あちら）におわす御方をどなたと心得る！畏れ多くも前の副将軍・水戸光圀公にあらせられるぞ！」「一同、ご老公の御前である、頭が高い、控えおろう！」）も固定されるようになる。

#### TBSチャンネルでの再放送
- 2018年5月21日からTBSチャンネル1にて再放送開始。なお、偽黄門役で出演した西村晃が、この時のゲスト出演がきっかけとなって、2代目黄門就任につながった、との解説が、TBSチャンネルのホームページでなされているが、同話は欠番扱いである。

#### BS-TBSでの再放送
- 2017年7月20日から9月6日までBS-TBSの18時からの時代劇再放送枠で放送された。
- 2024年10月18日から11月22日までデジタルリマスター版にて放送された。

### 第13部
「水戸黄門 第13部」（みとこうもん だい13ぶ）は1982年10月18日から1983年4月11日までTBSで放送されたナショナル劇場のドラマ。製作はC.A.L。全26話（通算381回）。

#### ストーリー
江戸府内を進む将軍・綱吉の行列駕籠が何者かにより銃撃を受けた。しかし弾は僅かに綱吉に届かず奇襲は失敗したかに見え、下手人はその場に尾張徳川家の家紋入り短筒を打ち捨てて逃走した。このことを知った綱吉は激怒し尾張家を問責しようとするが水戸藩主・徳川綱條により押止められる。綱條はことの重大さに秘かに弥七を呼び寄せ事件の探索を依頼。弥七は尾張へ向かう途中で一人の忍びが九人の公儀隠密を打ち倒す現場に遭遇するが、その忍びこそ綱吉襲撃の下手人であり弥七の甥でもある名張の忍び・梟の左源太であった。同じころ、この事態に及んで綱吉を諫められるのは光圀を於いて他にないと考えた尾張家附家老・成瀬隼人正は、光圀に仲立ちのための出場を依頼する。隼人正の申し立てを伝えるため綱吉に目通りした光圀は、綱吉から一連の探索を光圀に任せる旨のお墨付きを賜り尾張へ向け旅立つ。しかし、左源太を操り陰謀を画策する者たちの首魁が隼人正に恨みを持つ島ヶ原の忍び・平岩一族の頭領・麻とその一子・新兵衛であることを、光圀も、綱吉も、そして当の隼人正もまだ知らない。

#### キャスト

##### メインレギュラー
- 水戸光圀：東野英治郎
- 佐々木助三郎：里見浩太朗
- 渥美格之進：大和田伸也
- うっかり八兵衛：高橋元太郎
- 梟の左源太：三浦浩一（第1話～第2話、第4話、第6話、第9話～第11話、第22話、第26話）
- 霞のお新：宮園純子（第1話～第15話、第17話～第26話）
- 風車の弥七：中谷一郎
- 由美：白坂紀子（第1話～第11話）

##### 準レギュラー
- 佐々木志乃：山口いづみ（第1話、第26話）
- 徳川綱吉：長谷川哲夫（第1話）
- 平岩麻：任田多岐（第1話、第9話、第10話）
- 水戸綱条：坂口徹郎（第1話）
- 平岩新兵衛：岸田森（第1話、第9話、第10話）
- 成瀬隼人正：中丸忠雄（第1話、第10話）
- 山野辺兵庫：大犮柳太朗（第1話、第26話）

#### スタッフ
- 企画：逸見稔（ノンクレジット）
- 原案：葉村彰子
- 音楽：木下忠司
- 題字：朝比奈宗源
- ナレーター：芥川隆行
- 撮影：古谷伸、萩屋信、片山顕、安達重穂
- 美術：鈴木孝俊（第1話、第3話～第4話、第10話～第12話、第18話～第19話、第21話、第24話）、高見哲也（第2話、第5話～第9話、第13話～第17話、第20話、第22話～第23話、第25話～第26話）
- 録音：神戸孝憲、中川清、渡部芳丈、面屋竜憲
- 照明：真城喩、伊勢晴夫、大谷康郎、武邦男
- 編集：河合勝巳
- チーフ助監督：金鐘守（第1話～第3話、第5話、第8話、第16話、第23話）、矢田清巳（第7話、第9話〜第10話、第12話）、高倉祐二（第4話、第14話〜第15話、第19話～第20話、第22話）、山本憲（第11話、第13話、第17話、第24話）、尾田耕太郎（第6話、第26話）、和田圭一（第18話、第21話）、上杉尚祺（第25話）
- 特技：宍戸大全
- 邦楽監修：中本敏生
- 擬斗：菅原俊夫、上野隆三、三好郁夫（東映剣会）
- 装置：青木茂雄
- プロデューサー補：大庭喜儀、今井正夫
- 記録：石田照、満尾敦子、小川加津子、原淳子、西野敏子、松崎翠
- 演技事務：山下義明
- 製作進行：杉浦満州男（第2話、第5話～第6話、第8話、第10話～第12話、第14話～第15話、第18話、第20話～第26話）、山田勝（第1話、第3話～第4話、第7話、第9話、第13話、第16話～第17話、第19話）
- 装飾制作：関西美工
- 小道具制作：高津商会
- 衣装制作：東京衣裳
- 美粧結髪：東和美粧
- かつら制作：山崎かつら
- 乗馬協力：岸本乗馬センター
- 収録協力：佐賀市商工観光課、佐賀錦、久留米餅協同組合
- 現像：東洋現像所
- キャスティング協力：俳優座
- 制作協力：東映、オフィス・ヘンミ（ノンクレジット）
- 製作：C.A.L
- プロデューサー：西村俊一

#### 主題歌
オープニングテーマ
ああ人生に涙あり
作詞 - 山上路夫 / 作曲 - 木下忠司 / 唄 - 里見浩太朗、大和田伸也

#### 解説
- 東野黄門最終シリーズ。本シリーズは東野の年齢を考えすばやく収録が開始され同シリーズ開始の次の日10月19日にクランクアップする。
- 東野の降板は撮影中に既に公表されており、放送開始に際しては「東野黄門、最後の道中」と大きくアピールされた。
- 1982年4月29日、長年光圀役を演じた東野英治郎に政府は勲四等旭日小綬章を叙勲した。同年7月8日、東野が引退を表明した。降板の理由は高笑いが出来ず、「立ち回りがしんどい」と「体力が続かない」というもの。東野は足掛け14年、全381回にわたり光圀を演じた。また格之進役の大和田伸也、山野辺兵庫役の大友柳太朗も降板。
- 第1話の旅立ちの段階で、敵が何者で何を目的としているのかを光國たちが把握できていないという、過去にない始まりとなる。
- 最終話のラスト近くで、水戸に帰り着いた光圀に兵庫が「ご老公、長い間ご苦労様でございました」とねぎらいの言葉をかけるメタフィクション的な描写がある。
- 第1話では助三郎が光圀に扮している。
- 第10話にゲスト出演している志垣太郎はこの共演で白坂と知り合い、結婚に至った。余談だが、志垣によると共演前から白坂のことが気になっていたとのこと。また志垣と白坂が絡むシーンはあまりない。
- 第12話の終盤では弥七以外の主要メンバーとこの回のゲストであるお京役の松坂慶子と豆吉役のうえずみのるが揃って初日の出を拝み，新年の挨拶を交わしているシーンがある。
- 第14話で、クレジットされていないが、宮園純子が一人二役を演じているシーンがある。
- 第16話は鳥取藩の藩政を巡っての家臣同士の対立に光圀が巻き込まれる内容だが、対立の理由は藩の財政に関して旧弊な考え方の老家老と革新的だが領民の苦労を鑑みない若い側用人の意見の相違によるもの。老家老はいささか策謀家だが藩政に対しては双方とも真摯であり、いわゆる「我欲のため悪事をはたらく者」は登場しない。また、通例のクライマックスの立ち回りも行なわれない珍しい構成の回。
- 第19話では「ウルトラセブン」のモロボシ・ダン役の森次晃嗣とキリヤマ隊長役の中山昭二が、敵味方として共演した。
- 第20話で由美かおるの入浴シーンがある。
- 第26話では第1部でよく見られた「面が割れる」（光圀を取り押さえた後取り調べたら印籠が出てきて正体が分かり様相が一変というもの）が披露された。
- 第13部のポスターからそれまでの「○月○日放送開始」に変わって「○月○日スタート」という表記が使われるようになった。

#### TBSチャンネルでの再放送
- 2018年6月26日から、TBSチャンネル1にて再放送開始。

#### BS-TBSでの再放送
- 2017年9月7日から12月19日までBS-TBSの18時からの時代劇再放送枠で放送された。ただし、9月7日から10月2日までは第1話から第16話、10月3日に最終話、12月7日から12月19日までは第17話から第25話がそれぞれ放送された。
- 2024年11月25日から2025年1月8日までデジタルリマスター版にて放送された。ただし、2024年12月28日から2025年1月7日までは特別編成のため放送が休止された。